# Gladys Henson
Gladys Henson (27 de septiembre de 1897 – 21 de diciembre de 1982) fue una actriz británica cuya carrera abarcó desde 1943 a 1976, con papeles en numerosas películas y series televisivas, destacando The History of Mr. Polly (1949) y The Blue Lamp (1950).

## Resumen biográfico
Su verdadero nombre era Gladys Gunn, y nació en Dublín, Irlanda.
Se casó con el actor inglés Leslie Henson y actuó en numerosas películas tras la Segunda Guerra Mundial, a menudo junto a Jack Warner, como ocurrió en The Blue Lamp.
Gladys Henson falleció en Londres, Inglaterra, en 1982.

## Filmografía parcial
Entre sus películas y programas televisivos destacan:
- The Captive Heart (Un corazón cautivo) (1946) - Flo Horsfall
- Temptation Harbour (1947) - Mrs Titmuss
- It Always Rains on Sunday (1947) - Mrs Neesley
- London Belongs to Me (1948) - Mrs Boon
- The History of Mr. Polly (1949) - Tía Larkins
- Train of Events (1949) - Mrs Hardcastle
- The Blue Lamp (El faro azul) (1950) - Mrs Dixon
- The Happiest Days of Your Life (1950) - Mrs Hampstead
- Dance Hall (1950) - Mrs Wilson
- The Magnet (1950) - Nanny
- Happy Go Lovely (Horas de ensueño) (1951) - Mrs. Urquhart
- Lady Godiva Rides Again (1951) - Mrs. Clark
- Derby Day (1952) - Gladys Jenkins
- Meet Mr. Lucifer (1953) – Señora en autobús
- The Cockleshell Heroes (1955) - Camarera
- Doctor at Large (1957) - Mrs. Wilkins
- El príncipe y la corista (1957) – Ayudante de camerino
- Night Must Fall, (1957, TV) - Mrs. Terence
- A Night to Remember (1958) – Mujer histérica
- The Trials of Oscar Wilde (1960) - Mrs. Burgess
- No Love for Johnnie (1961) - Electora
- Double Bunk (1961) - Madame de Sola
- Edgar Wallace Mysteries (1962, TV, dos episodios)
- The Leather Boys (1964) - Gran
- First Men in the Moon (1964) - Matrona
- The Newcomers (1965, TV) - Gran Hamilton
- The Legend of Young Dick Turpin (1966, TV) - Annie